# Il maestro di violino
Il maestro di violino  è un film del 1976 diretto da Giovanni Fago.

## Trama
Perugia, Conservatorio Morlacchi. La scuola vive grazie al mecenatismo di due generosi benefattori: l'industriale Gaudenzi e la Contessa Margherita di Sansevero. Al Conservatorio insegna violino il maestro Giovanni Russo, un talento di squisita sensibilità musicale e benvoluto da tutti. Tra i suoi allievi c'è anche il figlio di Gaudenzi, Carlo, e la figlia della contessa di Sansevero, la contessina Laura. Ma alla mano del violinista aspirano anche la sedicenne Agnese, l'insegnante di piano Luciana Taddei e la stessa contessa Margherita, vedova da tempo.
Mentre Laura si innamora, il passato segreto del maestro viene a galla negli ambienti aristocratici che lo hanno accolto. Si scopre che Giovanni Russo è figlio di un emigrato in Usa, fuggito dall'Italia nel periodo fascista portando con sé il bambino che non aveva ancora cinque anni. Il piccolo Giovanni è creatura che musicalmente viene allevata con amore da un violinista ebreo. Ma il passato nasconde altra tristezza: è stato, infatti, un affermato concertista, col nome di Joe Russo. Ma la prematura scomparsa della moglie Jane Anderson, stroncata dall'abuso di alcool, gli aveva fatto abbandonare le scene. Pressato dalle nobildonne e infastidito dal ritorno di un passato da dimenticare, Russo torna a Londra. E riprende a fare concerti. Ma Laura, la giovane contessina innamorata, lo raggiunge e fa di tutto per non perderlo, dopo la fuga dall'ambiente aristocratico che lo ha respinto.

## Produzione
Il film è stato girato in tre nazioni: in Italia a Perugia e   L'Aquila, in Israele a Tel Aviv e Gerusalemme e nel Regno Unito a Londra.